# Колосов, Георгий Мстиславович
Георгий Мстиславович Колосов (род. 1945, Москва) — советский и российский фотограф, идеолог современного пикториализма.

## Биография

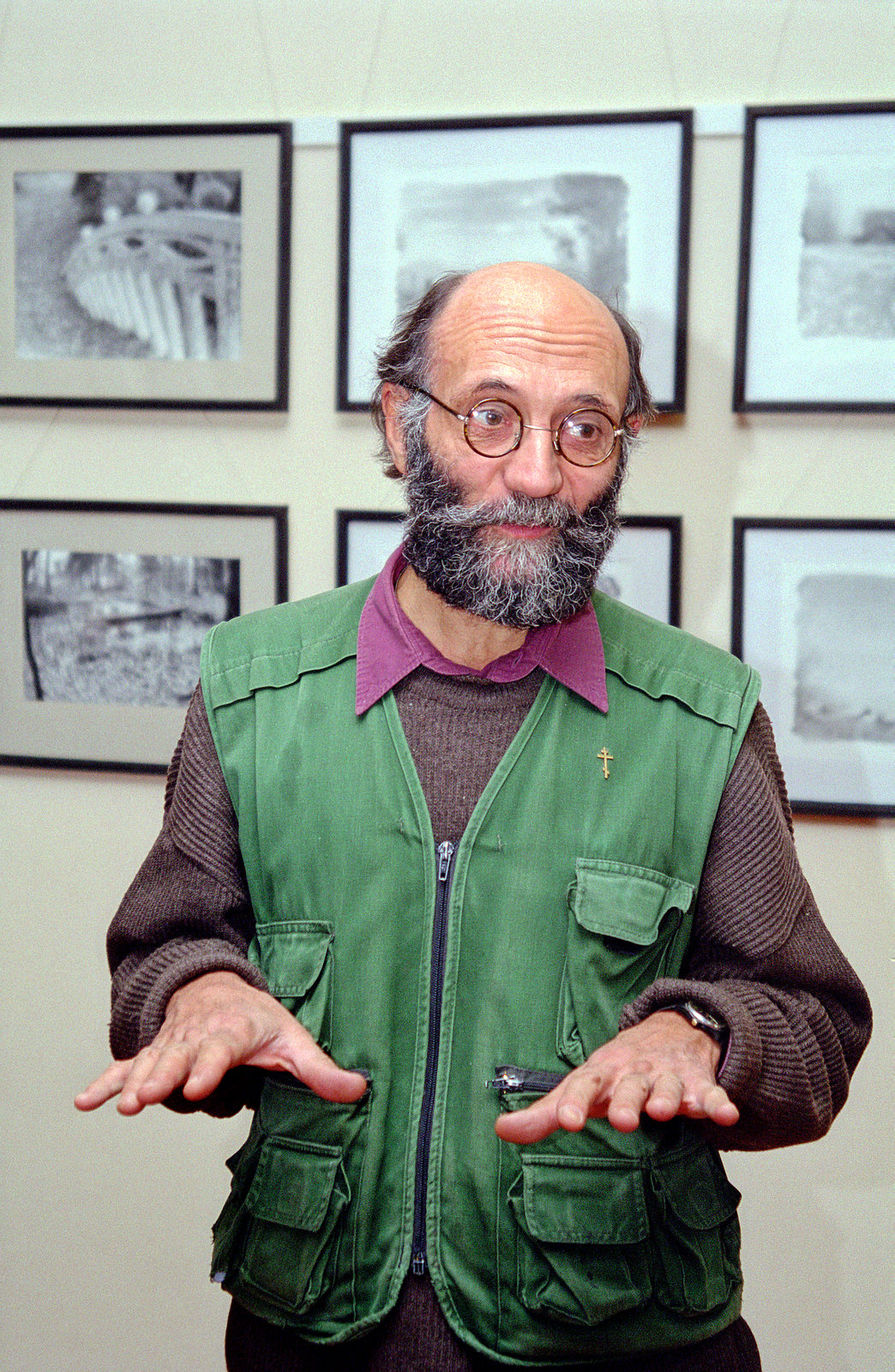
Георгий Мстиславович Колосов

Родился 2 июня 1945, образование высшее, МЭИ.
В 1978 году стал членом фотоклуба «Новатор» (Москва).
Фотограф; преподаватель; участник, куратор выставок; автор статей; председатель худсоветов; бильд-редактор; разработчик-изготовитель мягкорисующей оптики.
Исследователь творчества Н. П. Андреева, соучредитель Центра его имени.
Член Союза фотохудожников России.

## Статьи по пикториальной фотографии
- «Монокль на малоформатной камере» (СФ, 1988 г., № 5, 8);
- «Продолжение традиций, поиск, новая форма» (СФ, 1993 г., № 7-8);
- «Современный пикториализм и новое восприятие» (СФ, 1995 г., № 4);
- Саморазоблачение в интервью Лилии Ященко (Фотомагазин № 10 за 2003 год. «Экспедиция Колосова»).

## Выставки персональные
- 1997 — «Всякое Дыхание». Фотогалерея «Русское поле», Москва.
- 2004 — «ЧУДОТВОРЕЦ». Галерея «ФотоСоюз», Москва.
- 2005 — «Почти весь Колосов. Фотографии 1980—2005 гг.». Музей архитектуры, Москва.

## Авторская книга
- 2017 — «Русский Север». Издатель: «Галерея Печати»

## Работы в коллекциях
- Государственный Русский музей
- Московский дом фотографии
- French National Library, Paris, France

## Издания
- Evgeny Berezner, Irina Chmyreva, Natalia Tarasova and Wendy Watriss. «Contemporary Russian Photography», FotoFest 2012 Biennial Houston.